# Vleeshouwerstraat (Nijmegen)
De Vleeshouwerstraat is een straat in de Nijmeegse Benedenstad. 

## Route
De straat loopt in het verlengde van de Nonnenstraat vanaf de Grotestraat in oostelijke richting tot aan de Veerponttrappen, net achter de Waalkade waaraan de straat parallel loopt. Hiertussenin loopt ook de Steenstraat, die uitkomt op de Vleeshouwerstraat.   

## Bebouwing
De straat is vooral bekend vanwege de acht meter hoge keermuur, die in de jaren 1950 als als werkverschaffingsproject aangelegd werd in het kader van het het Groene Balkonplan. De grote hoogteverschillen in de Benedenstad moesten middels dit project worden overbrugd. Zowel de achterzijde van het Besiendershuis als het Brouwershuis liggen aan de Vleeshouwerstraat. Ter hoogte van het Besiendershuis is het Groene Balkon te beklimmen via de Lieve Vrouwentrappen. Hier bevindt zich aan de keermuur ook het mozaïek Moeder Gods als beschermster van de schippers, dat in 1966 is gemaakt door Hans Truijen. 
Tussen de Steenstraat en de Veerponttrappen wordt de Vleeshouwerstraat overkapt door het Holland Casino Nijmegen. Halverwege de jaren 80, tijdens de bouw van het casino, werden hier restanten aangetroffen van een tufstenenmuur uit de Romeinse tijd. Zowel aan de Waalkade als aan de Vleeshouwerstraat is aan het casino een vitrine met resten hiervan gemaakt. Op de hoek van Vleeshouwerstraat en de Veerponttrappen is tegen de zijwand van het casino een muurschildering van Theophanu aangebracht (zij zou, naar verluidt, in 991 in de palts aan het Valkhof zijn overleden). 

## Geschiedenis
Historisch gezien gaat het in wezen om twee gelijknamige straten op bijna dezelfde plek. 
De naam Vleyshouwerstraet (destijds verwijzend naar de hier gevestigde slagers) duikt in ieder geval al op in 1394. Deze straat begon – net als tegenwoordig – aan de Grotestraat, maar dan ca. 10 meter zuidelijker dan nu. De straat liep eerst steil omhoog naar de Ottengas, en daarna verder richting een kruising met de Lindenberg en Lange Baan. Het stuk tussen de Lindenberg en Steenstraat heette in de 19e eeuw ook wel Veerstraat. De Strikstraat liep vanaf de Vleeshouwerstraat naar het zuiden. De huidige keermuur staat ongeveer daar waar de vroegere Vleeshouwerstraat liep.  
Tijdens de naoorlogse wederopbouw is onder meer het stratenplan van de Benedenstad drastisch gewijzigd. In het kader van het Groene Balkonplan verdwenen veel straten in dit stadsdeel, of werden sterk verlegd, waaronder ook de Vleeshouwerstraat; deze heeft hierdoor nu vrijwel geen hoogteverschillen meer. De huidige Vleeshouwerstraat loopt ongeveer daar waar de huizen van de vroegere straat stonden. De huidige straat heette aanvankelijk Nieuwe Vleeshouwerstraat, maar in 1990 werd de vroegere naam heringevoerd.